# Tetsu Nakamura
Tetsu Nakamura (japonès: 中村 哲, paixtu: تېڅو ناکامورا), també conegut com a Kaka Murad (paixtu: کاکا مراد, trad. "Oncle Nakamura"), (15 de setembre de 1946 - 4 de desembre), va ser un metge japonès i ciutadà honorari afganès que va dirigir la Peace Japan Medical Services (PMS).
Nakamura es va dedicar a construir projectes de canals, des del riu Kunar, a l'est de l'Afganistan, i se li atribueix la transformació del desert de Gamberi, als afores de Jalalabad, en boscos frondosos i terres de cultiu de blat productives. També va construir dos hospitals i dues mesquites. L'octubre de 2019, el president afganès Ashraf Ghani li va concedir la ciutadania afganesa honorífica.
El 4 de desembre de 2019, quan Nakamura anava a treballar al seu vehicle d'ajuda a Jalalabad, Afganistan, va ser assassinat per homes armats juntament amb els seus guardaespatlles i el seu conductor. L'11 de febrer de 2021, fonts de l'Afganistan i el Pakistan van afirmar que Amir Nawaz (també conegut com Haji Dubai) era el principal sospitós de la mort de Nakamura. Funcionaris afganesos i pakistanesos van afirmar que Nawaz va ser assassinat a l'Afganistan i que era un comandant militant del Movimient delss Talibans Pakistanesos.

## Publicacions
- Peshawaru nite: Katai soshite Afugan nanmin.  Fukuoka: Sekifusha, 1989.
- Peshawaru kara no hokoku: Genchi iryo genjo de kangaeru.  Tòquio: Kawai Booklet, 1990.
- Ten, tomo ni ari: Afghanistan sanjunen no tatakai.  Tòquio: NHK Shuppan, 2013.
- Providence Was with Us: How a Japanese Doctor Turned the Afghan Desert Green. First English.  Tòquio: Japan Publishing Industry Foundation for Culture, 2020. ISBN 978-4-86658-147-7.